# Discografia di Kelly Rowland
La discografia di Kelly Rowland, fondatrice e co-leader delle Destiny's Child, è costituita da quattro album in studio, tre raccoltw, due EP, tre DVD, cinquanta singoli ed altteranti video musicali, oltre a nove colonne sonore.
Nella sua carriera discografica cominciata nel 1997 ha vinto 154 premi con il gruppo e numerosi altri premi come solista, tra cui quattro Grammy Award. Nel 2010 contribuisce alla vittoria di un quinto Grammy ricevuto da David Guetta. È stata inoltre insignita di una stella sulla Hollywood Walk of Fame insieme alle Destiny's Child.
Ha venduto oltre 60 milioni di copie come membro del gruppo ed oltre 55 milioni di dischi nel mondo tra album e singoli (sia come artista principale che come ospite).

## Album

### Album in studio
| 2002                                                                                          | Simply Deep - Pubblicato: 22 ottobre 2002 - Etichetta: Columbia Records - Formato: CD, download digitale     | 12 | 1  | 5  | 2  | 47 | 14 | 7 | 17 | - Mondo: 4.000.000 - USA: 800.000 | - AUS: Oro - CAN: Oro - HK: Oro - IRL: Oro - NZL: Oro - SIN: Oro - UK: Platino - USA: Oro |
| 2007                                                                                          | Ms. Kelly - Pubblicato: 22 giugno 2007 - Etichetta: Columbia Records - Formato: CD, download digitale        | 6  | 23 | 44 | 46 | 88 | 80 | — | 38 | - Mondo: 3.000.000 - USA: 400.000 |                                                                                           |
| 2011                                                                                          | Here I Am - Pubblicato: 26 luglio 2011 - Etichetta: Universal Motown - Formato: CD, download digitale        | 3  | 43 | 61 | 87 | —  | —  | — | 69 | - Mondo: 2.000.000 - USA: 300.000 | - UK: Argento                                                                             |
| 2013                                                                                          | Talk a Good Game - Pubblicato: 14 giugno 2013 - Etichetta: Republic Records - Formato: CD, download digitale | 4  | 80 | —  | —  | —  | —  | — | 74 | - USA: 200.000                    |                                                                                           |
| "—" significa che l'album non è entrato in classifica o non è stato pubblicato in quel paese. | |    |    |    |    |    |    |   |    |                                   |                                                                                           |

### Raccolte
| Anno | Titolo                                   |
| ---- | ---------------------------------------- |
| 2010 | Simply Deep/Ms. Kelly Deluxe             |
| 2010 | Work: The Best of Kelly Rowland          |
| 2011 | Playlist: The Very Best of Kelly Rowland |

## Extended play
| Anno | Titolo                       |
| ---- | ---------------------------- |
| 2008 | Ms. Kelly: Diva Deluxe       |
| 2008 | Ms. Kelly Deluxe: Digital EP |
| 2019 | The Kelly Rowland Edition    |
| 2020 | K                            |

## Singoli

### Come artista principale
| Anno                                                                         | Singolo                             | Classifiche | Classifiche | Classifiche | Classifiche | Classifiche | Classifiche | Classifiche | Classifiche | Classifiche | Certificazioni                          | Album di provenienza   |
| Anno                                                                         | Singolo                             | USA         | AUS         | UK          | IRL         | GER         | FRA         | NZL         | SWI         | ITA         | Certificazioni                          | Album di provenienza   |
| ---------------------------------------------------------------------------- | ----------------------------------- | ----------- | ----------- | ----------- | ----------- | ----------- | ----------- | ----------- | ----------- | ----------- | --------------------------------------- | ---------------------- |
| 2002                                                                         | Stole                               | 9           | 2           | 2           | 3           | 15          | 53          | 3           | 9           | 12          | - AUS: Platino - NZL: Oro - UK: Argento | Simply Deep            |
| 2003                                                                         | Can't Nobody                        | 40          | 13          | 5           | 15          | 66          | —           | 38          | 37          | —           | - AUS: Oro - UK: Argento                | Simply Deep            |
| 2003                                                                         | Train on a Track                    | —           | 61          | 20          | 44          | 93          | —           | —           | 67          | —           |                                         | Simply Deep            |
| 2005                                                                         | Here We Go                          | 17          | —           | 15          | 17          | —           | —           | 15          | —           | —           | - USA: Oro                              | Glamorest Life         |
| 2007                                                                         | Like This (feat. Eve)               | 30          | 13          | 4           | 5           | 16          | 16          | 11          | 77          | 16          | - UK: Argento                           | Ms. Kelly              |
| 2007                                                                         | Comeback                            | —           | —           | —           | —           | —           | —           | —           | —           | —           |                                         | Ms. Kelly              |
| 2007                                                                         | Ghetto (feat. Snoop Dogg)           | —           | —           | —           | —           | —           | —           | —           | —           | —           |                                         | Ms. Kelly              |
| 2008                                                                         | Work                                | —           | 6           | 4           | 12          | 25          | 4           | 10          | 8           | 6           | - AUS: Platino - ITA: Platino - UK: Oro | Ms. Kelly              |
| 2008                                                                         | Daylight (ft. Travie McCoy)         | —           | 43          | 14          | 43          | 44          | 44          | —           | —           | 44          |                                         | Ms. Kelly: Diva Deluxe |
| 2010                                                                         | Commander (feat. David Guetta)      | —           | 11          | 9           | 13          | 16          | 28          | 16          | 46          | 25          | - NZL: Oro - UK: Oro                    | Here I Am              |
| 2010                                                                         | Rose Colored Glasses                | 39          | —           | —           | —           | —           | —           | —           | —           | —           |                                         | Here I Am              |
| 2010                                                                         | Grown Woman                         | 33          | —           | —           | —           | —           | —           | —           | —           | —           |                                         | /                      |
| 2010                                                                         | Forever and a Day                   | —           | —           | 49          | —           | —           | —           | —           | 64          | —           |                                         | Here I Am              |
| 2010                                                                         | Invincible (feat. Tinie Tempah)     | —           | 14          | 11          | 13          | 39          | —           | 5           | 33          | 31          | - NZL: Oro - UK: Argento                | Here I Am              |
| 2010                                                                         | Gone (feat. Nelly)                  | 113         | 21          | 58          | —           | —           | —           | —           | —           | —           |                                         | Here I Am              |
| 2011                                                                         | Motivation (feat. Lil Wayne)        | 17          | 36          | 169         | 10          | —           | —           | —           | —           | —           | - UK: Argento - USA: 2× Platino         | Here I Am              |
| 2011                                                                         | What a Feeling (con Alex Gaudino)   | —           | —           | 6           | 38          | 6           | —           | —           | 21          | —           |                                         | Here I Am              |
| 2011                                                                         | Lay It on Me (feat. Big Sean)       | 109         | —           | 69          | —           | —           | —           | —           | —           | —           |                                         | Here I Am              |
| 2011                                                                         | Down for Whatever (feat. The WAV.s) | —           | —           | 6           | 16          | 31          | —           | —           | 62          | —           |                                         | Here I Am              |
| 2012                                                                         | Ice (feat. Lil Wayne)               | 88          | —           | —           | —           | —           | —           | —           | —           | —           |                                         | /                      |
| 2013                                                                         | Kisses Down Low                     | 72          | 18          | —           | —           | —           | —           | —           | —           | —           | - USA: Oro                              | Talk a Good Game       |
| 2013                                                                         | Dirty Laundry                       | 113         | —           | —           | —           | —           | —           | —           | —           |             |                                         | Talk a Good Game       |
| 2018                                                                         | Kelly                               | —           | —           | —           | —           | —           | —           | —           | —           | —           |                                         | /                      |
| 2019                                                                         | Love You More at Christmas Time     | —           | —           | —           | —           | —           | —           | —           | —           | —           |                                         | /                      |
| 2020                                                                         | Coffee                              | —           | —           | —           | —           | —           | —           | 34          | —           | —           |                                         | /                      |
| 2020                                                                         | Crazy                               | —           | —           | —           | —           | —           | —           | —           | —           | —           |                                         | /                      |
| 2020                                                                         | Hitman                              | —           | —           | —           | —           | —           | —           | —           | —           | —           |                                         | /                      |
| "—" indica una pubblicazione non classificata o non pubblicata in quel paese |                                     |             |             |             |             |             |             |             |             |             |                                         |                        |

### Come artista ospite
| Anno                                                                                       | Titolo                                                    | Classifiche | Classifiche | Classifiche | Classifiche | Classifiche | Classifiche | Classifiche | Classifiche | Classifiche | Certificazioni | Album di provenienza              |
| Anno                                                                                       | Titolo                                                    | USA         | AUS         | UK          | IRL         | GER         | FRA         | NZL         | SWI         | ITA         | Certificazioni | Album di provenienza              |
| ------------------------------------------------------------------------------------------ | --------------------------------------------------------- | ----------- | ----------- | ----------- | ----------- | ----------- | ----------- | ----------- | ----------- | ----------- | --- | --------------------------------- |
| 2000                                                                                       | Separated (Avant feat. Kelly Rowland)                     | 23          | —           | —           | —           | —           | —           | —           | —           | —           | | My Thoughts                       |
| 2002                                                                                       | Dilemma (Nelly feat. Kelly Rowland)                       | 1           | 1           | 1           | 1           | 1           | 6           | 2           | 1           | 3           | - AUS: 3× Platino - AUT: Oro - BEL: Platino - DAN: Oro - FRA: Oro - JPN: Oro - NLD: Oro - NOR: 2× Platino - NZL: Platino - SWE: Oro - SWI: Platino - UK: Platino (3)                        | Nellyville                        |
| 2008                                                                                       | No Future in the Past (Nâdiya feat. Kelly Rowland)        | —           | —           | —           | —           | —           | 51          | —           | —           | —           | | Electron Libre                    |
| 2009                                                                                       | Breathe Gentle (Tiziano Ferro feat. Kelly Rowland)        | —           | —           | —           | —           | —           | —           | 9           | —           | 2           | - ITA: 4x Platino | Alla mia età                      |
| 2009                                                                                       | When Love Takes Over (David Guetta feat. Kelly Rowland)   | 25          | 6           | 1           | 1           | 2           | 2           | 7           | 1           | 1           | - AUS: 2× Platino - AUT: 2× Platino - BEL: Oro - CAN: Oro - DAN: Platino - FRA: Oro - GER: Platino - ITA: Platino - NZL: Platino - SPA: Platino - SWE: Oro - SWI: Platino - UK: Platino (2) | One Love                          |
| 2011                                                                                       | Favor (Lonny Bereal feat. Kelly Rowland)                  | —           | —           | —           | —           | —           | —           | —           | —           | —           | | The Love Train                    |
| 2011                                                                                       | Boo Thang (Verse Simmonds feat. Kelly Rowland)            | —           | —           | —           | —           | —           | —           | —           | —           | —           | | /                                 |
| 2012                                                                                       | How Deep Is Your Love (Sean Paul feat. Kelly Rowland)     | —           | —           | —           | —           | —           | —           | —           | 72          | —           | | Tomahawk Technique                |
| 2012                                                                                       | Representing (Ludacris feat. Kelly Rowland)               | 97          | —           | —           | —           | —           | —           | —           | —           | —           | | Ludaversal                        |
| 2012                                                                                       | Mama Told Me (Big Boi feat. Kelly Rowland)                | —           | —           | —           | —           | —           | —           | —           | —           | —           | | Vicious Lies and Dangerous Rumors |
| 2012                                                                                       | Neva End (Remix) (Future feat. Kelly Rowland)             | 52          | —           | —           | —           | —           | —           | —           | —           | —           | | Pluto 3D                          |
| 2013                                                                                       | Without Me (Fantasia feat. Kelly Rowland e Missy Elliott) | 74          | —           | —           | —           | —           | —           | —           | —           | —           | | Side Effects of You               |
| 2013                                                                                       | One Life (Madcon feat. Kelly Rowland)                     | —           | 9           | —           | —           | 6           | —           | 11          | 37          | —           | - GER: Oro - NOR: 2x Platino | Icon                              |
| 2013                                                                                       | Let Me Love You (Pusha T feat. Kelly Rowland)             | —           | —           | —           | —           | —           | —           | —           | —           | —           | | My Name Is My Name                |
| 2014                                                                                       | Love & Sex, Pt. 2 (Joe feat. Kelly Rowland)               | —           | —           | —           | —           | —           | —           | —           | —           | —           | | Bridges                           |
| 2014                                                                                       | Say Yes (Michelle Williams feat. Kelly Rowland e Beyoncé) | 109         | —           | 106         | —           | —           | 90          | —           | —           | —           | | Journey to Freedom                |
| 2018                                                                                       | Get It (Busta Rhymes feat. Kelly Rowland e Missy Elliott) | —           | —           | —           | —           | —           | —           | —           | —           | —           | | /                                 |
| "—" significa che il singolo non si è classificato o non è stato pubblicato in quel paese. |                                                           |             |             |             |             |             |             |             |             |             | |                                   |

## Altri brani entrati in classifica
| Anno                                                                                       | Titolo                                            | Classifiche | Classifiche | Classifiche | Classifiche | Album di provenienza                              |
| Anno                                                                                       | Titolo                                            | AUT         | CAN         | GER         | NZL         | Album di provenienza                              |
| ------------------------------------------------------------------------------------------ | ------------------------------------------------- | ----------- | ----------- | ----------- | ----------- | ------------------------------------------------- |
| 2004                                                                                       | Unity                                             | —           | 89          | —           | —           | Ms. Kelly: Diva Deluxe Ms. Kelly (Deluxe Edition) |
| 2011                                                                                       | Castle Made of Sand (Pitbull feat. Kelly Rowland) | —           | —           | —           | 37          | Planet Pit                                        |
| 2012                                                                                       | Summer Dreaming 2012                              | 52          | —           | 62          | —           | /                                                 |
| 2013                                                                                       | That Hight (Pitbull feat. Kelly Rowland)          | —           | 76          | —           | —           | Meltdown                                          |
| "—" significa che il singolo non si è classificato o non è stato pubblicato in quel paese. |                                                   |             |             |             |             |                                                   |

## Collaborazioni
| Anno | Titolo                                                                     | Album                                 |
| ---- | -------------------------------------------------------------------------- | ------------------------------------- |
| 2000 | Separated (Kelly Rowland & Avant)                                          | My Thoughts                           |
| 2002 | Dilemma (Kelly Rowland & Nelly)                                            | Nellyville                            |
| 2003 | Une femme en prison (Kelly Rowland & Stomy Bugsy)                          | 4éme Round                            |
| 2003 | Oh Why (Dirtbag)                                                           | /                                     |
| 2005 | This Is How I Feel (Earth, Wind & Fire, f/ Big Boi & Sleepy Brown)         | Illumination                          |
| 2005 | Here We Go (Kelly Rowland & Trina)                                         | Glamorest Life                        |
| 2005 | All that I'm Lookin for (Kitten K. Sera featuring Kelly Rowland & Beyoncé) | The Katrina CD                        |
| 2006 | H'bibi I Love You (Kelly Rowland & Amine)                                  | Raï'N'B Fever 2                       |
| 2006 | You Will Win                                                               | Spirit Rising Vols. 1 & 2             |
| 2007 | So Crazy (Bone Thugs-n-Harmony)                                            | Live at The House of Blues            |
| 2009 | No Future in the Past (Kelly Rowland & Nâdiya)                             | Electron Libre                        |
| 2009 | Breathe Gentle (Tiziano Ferro ft. Kelly Rowland)                           | Alla mia età                          |
| 2009 | When Love Takes Over (Kelly Rowland ft. David Guetta)                      | One Love                              |
| 2009 | It's the Way You Love Me (Kelly Rowland ft. David Guetta)                  | One Love                              |
| 2009 | Choose (Kelly Rowland ft. Ne-Yo & David Guetta)                            | One Love                              |
| 2010 | Wonderful Christmastime                                                    | Now That's What I Call Christmas! 4   |
| 2010 | Invincible (Tinie Tempah ft. Kelly Rowland)                                | Disc-Overy                            |
| 2011 | Slow Motion (Travis Porter ft. Kelly Rowland)                              | Differenter 3 (Road Trips & Big Tits) |
| 2011 | Gone (Nelly ft. Kelly Rowland)                                             | 5.0                                   |
| 2011 | Favor (Lonny Bereal ft. Kelly Rowland)                                     | The Love Train                        |
| 2011 | Boo Thang (Verse Simmonds featuring Kelly Rowland)                         | Non-album single                      |
| 2012 | Mine Games (Rick Ross)                                                     | Rich Forever                          |
| 2012 | How Deep Is Your Love (Sean Paul ft. Kelly Rowland)                        | Tomahawk Technique                    |
| 2012 | Representing (Ludacris ft. Kelly Rowland)                                  | Ludaversal                            |
| 2012 | Mama Told Me (Big Boi ft. Kelly Rowland)                                   | Vicious Lies and Dangerous Rumors     |
| 2012 | Neva End (Remix) (Future ft. Kelly Rowland)                                | Pluto 3D                              |

## Colonne sonore
| Anno | Canzone                                                           | Film               |
| ---- | ----------------------------------------------------------------- | ------------------ |
| 2000 | "Have Your Way" (with Beyoncé Knowles)                            | His Woman His Wife |
| 2001 | "Angel"                                                           | Down to Earth      |
| 2003 | "Train on a Track"                                                | Maid in Manhattan  |
| 2004 | "I'm Beginning to See the Light"                                  | Mona Lisa Smile    |
| 2004 | "Follow Your Dreams"                                              | The Seat Filler    |
| 2004 | "I Need a Love"                                                   | The Seat Filler    |
| 2005 | "This Is How I Feel" Earth, Wind & Fire f/ Big Boi & Sleepy Brown | Hitch              |
| 2008 | "Love Again"                                                      | Meet the Browns    |
| 2012 | "Need a Reason"                                                   | Think Like a Man   |
| 2020 | "I Get It"                                                        | Bad Hair           |

## Videografia

### Album video
| Anno | Titolo |
| ---- | --- |
| 2007 | BET Presents Kelly Rowland - Pubblicazione: 3 luglio 2007 - Etichetta: Columbia Records (0003711703542) - Formato: CD, DVD - Info: BET immagini, interviste, video musicali e performance live |
| 2011 | Sexy ABS with Kelly Rowland - Pubblicazione: 15 dicembre 2011 - Formato: DVD - Info: Workout footage                                                                                           |
| 2013 | Sexy ABS Cardio Sculpt with Kelly Rowland - Pubblicazione: 1º ottobre 2013 - Formato: DVD - Info: Workout footage                                                                              |

### Video musicali
| Titolo                          | Anno | Regista                           | Artista                                         |
| ------------------------------- | ---- | --------------------------------- | ----------------------------------------------- |
| "Separated (Remix)"             | 2000 | J. Jesses Smith                   | Avant (feat. Kelly Rowland)                     |
| "Dilemma"                       | 2002 | Benny Boom                        | Nelly & Kelly Rowland                           |
| "Stole"                         | 2002 | Sanaa Hamri                       | Kelly Rowland                                   |
| "Can't Nobody"                  | 2003 | Benny Boom                        | Kelly Rowland                                   |
| "Train on a Track"              | 2003 | Antti Jokinen                     | Kelly Rowland                                   |
| "Here We Go"                    | 2005 | Nick Quested                      | Trina (feat. Kelly Rowland)                     |
| "Get Me Bodied"                 | 2007 | Anthony Mandler, Beyoncé          | Beyoncé (guest appearance)                      |
| "Like This"                     | 2007 | Mike Ruiz                         | Kelly Rowland (feat. Eve)                       |
| "Ghetto"                        | 2007 | Andrew Gura                       | Kelly Rowland (feat. Snoop Dogg)                |
| "Comeback"                      | 2007 | Philip Andelman                   | Kelly Rowland                                   |
| "Work"                          | 2007 | Philip Andelman                   | Kelly Rowland                                   |
| "Daylight"                      | 2007 | Jeremy Rall                       | Kelly Rowland (feat. Travis McCoy)              |
| "No Future in the Past"         | 2008 | Thierry Vergnes                   | Nâdiya (& Kelly Rowland)                        |
| "No Substitute Love"            | 2008 | Jake McAfee                       | Estelle (guest appearance)                      |
| "Breathe Gentle"                | 2009 | Gaetano Morbioli                  | Tiziano Ferro (feat. Kelly Rowland)             |
| "When Love Takes Over"          | 2009 | Jonas Åkerlund                    | David Guetta &h Kelly Rowland                   |
| "Baby by Me"                    | 2009 | Chris Robinson                    | 50 Cent (feat. Ne-Yo) (guest appearance)        |
| "We Are The World 25 for Haiti" | 2010 | Paul Haggis                       | Vari artisti (guest appearance)                 |
| "Everywhere You Go"             | 2010 | Andrew Wessels                    | Kelly Rowland (& Rhythm of Africa)              |
| "Commander"                     | 2010 | Masashi Muto                      | Kelly Rowland (feat. David Guetta)              |
| "Rose Colored Glasses"          | 2010 | John "Rankin" Wadell              | Kelly Rowland                                   |
| "Forever and a Day"             | 2010 | Sarah Chatfield                   | Kelly Rowland                                   |
| "Invincible"                    | 2010 | Josh Kasselman                    | Tinie Tempah (feat. Kelly Rowland)              |
| "Gone"                          | 2011 | Marc Klasfeld                     | Nelly (feat. Kelly Rowland)                     |
| "Motivation"                    | 2011 | Sarah Chatfield                   | Kelly Rowland (feat. Lil Wayne)                 |
| "What a Feeling"                | 2011 | Frank Gatson                      | Alex Gaudino & Kelly Rowland                    |
| "Favor"                         | 2011 | Juwan Lee                         | Lonny Bereal (feat. Kelly Rowland)              |
| "Lay It on Me"                  | 2011 | Sarah Chatfield                   | Kelly Rowland (feat. Big Sean)                  |
| "Down for Whatever"             | 2011 | Sarah Chatfield                   | Kelly Rowland (feat. The WAV.s)                 |
| "Boo Thang"                     | 2011 | Gil Green                         | Verse Simmonds (feat. Kelly Rowland)            |
| "Party "                        | 2011 | Alan Ferguson                     | Beyoncé (feat. J. Cole) (guest appearance)      |
| "Keep It Between Us"            | 2012 | David Dang                        | Kelly Rowlnd                                    |
| "Heart Hattack"                 | 2012 | Benny Boom                        | Trey Songz (guest appearance)                   |
| "Summer Dreaming"               | 2012 | Annick Wolfers                    | Kelly Rowlan                                    |
| "Representin"                   | 2012 | Christopher Sims                  | Ludacris feat. Kelly Rowland                    |
| "Mama Told Me"                  | 2012 | Syndrome                          | Big Boi feat. Kelly Rowland                     |
| "Ice"                           | 2012 | Mathew Rolston                    | Kelly Rowland feat. Lil Wayne                   |
| "Neva End (Remix)"              | 2012 | Eric White                        | Future feat. Kelly Rowland                      |
| "Make Love to Me"               | 2012 | Frank Gatson                      | Luke James (guest appearance)                   |
| "Kisses Down Low"               | 2013 | Collin Tilley                     | Kelly Rowland                                   |
| "One Life"                      | 2013 | Ray Kay                           | Madcon con Kelly Rowland                        |
| "Dirty Laundry"                 | 2013 | Sara McColgan                     | Kelly Rowland                                   |
| "Without Me"                    | 2013 | Steven Gomillion e Dennis Leupold | Fantasia con Kelly Rowland e Missy Elliott      |
| "Superpower"                    | 2013 | Jonas Akerkund                    | Beyoncé con Frank Ocean (guest appearance)      |
| "Grown Woman"                   | 2013 | Jake Nava                         | Beyoncé (guest appearance)                      |
| "Love and Sex Part 2"           | 2014 | Bille Woodruff                    | Joe feat. Kelly Rowland                         |
| "The Game" (Official Video)     | 2014 | Spike Lee                         | Kelly Rowland                                   |
| "Say Yes"                       | 2014 | Matthew A. Cherry                 | Michelle Williams feat. Kelly Rowland & Beyoncé |
| "The Game" (Official Fan Video) | 2014 | Spike Lee                         | Kelly Rowland                                   |